# Araeoncus tuberculatus
Araeoncus tuberculatus är en spindelart som beskrevs av Albert Tullgren 1955. Araeoncus tuberculatus ingår i släktet Araeoncus och familjen täckvävarspindlar.
Artens utbredningsområde är Sverige. Inga underarter finns listade i Catalogue of Life.